# Vicente de Lima
Vicento de Lima (ur. 4 czerwca 1977 w Currais Novos) – lekkoatleta z Brazylii, sprinter, srebrny medalista olimpijski i mistrzostw świata. Wielokrotny mistrz i rekordzista kraju. Trzykrotny uczestnik igrzysk olimpijskich (2000, 2004, 2008), w tym medalista igrzysk olimpijskich z Sydney.

## Sukcesy
| Rok  | Zawody               | Miasto | Poz. | Konkurencja        | Wynik      |
| ---- | -------------------- | ------ | ---- | ------------------ | ---------- |
| 2000 | Igrzyska Olimpijskie | Sydney | 2.   | sztafeta 4 x 100 m | 37,90 sek. |
| 2003 | Mistrzostwa Świata   | Paryż  | 2.   | sztafeta 4 x 100 m | 38,26 sek. |

Wielokrotny złoty medalista mistrzostw Ameryki Południowej (zdobywał krążki w latach 2001, 2005-2007), igrzysk panamerykańskich (2003, 2007) i mistrzostw Ibero-Amerykańskich (2000, 2002, 2004, 2006, 2008).

## Rekordy życiowe
| Konkurencja               | Wynik (s) | Miejsce   | Data           | Uwagi                           |
| ------------------------- | --------- | --------- | -------------- | ------------------------------- |
| Bieg na 50 metrów (hala)  | 5,75      | Liévin    | 10 lutego 2010 | rekord Brazylii                 |
| Bieg na 60 metrów (hala)  | 6,58      | Paryż     | 22 lutego 2008 | były rekord Ameryki Południowej |
| Bieg na 100 metrów        | 10,13     | São Paulo | 6 czerwca 2004 |                                 |
| Bieg na 100 metrów (hala) | 10,42     | Tampere   | 4 lutego 2006  | rekord Brazylii                 |
| Bieg na 200 metrów        | 20,39     | Belém     | 23 maja 2004   |                                 |

W 2000 brazylijska sztafeta 4 x 100 metrów z de Limą na pierwszej zmianie ustanowiła aktualny rekord Ameryki Południowej w tej konkurencji – 37,90.